# Backspin (magazine)
Pour les articles homonymes, voir Backspin.
Backspin est un magazine allemand consacré au hip-hop, publié pour la première fois en été 1994. Il s'agit de la plus ancienne publication de ce type en Allemagne, parue quatre fois par an et édité par Backspin Media. La version papier est arrêtée en février 2018 pour une durée indéterminée.

## Histoire
Backspin est publié pour la première fois en été 1994. Il existe également la chaîne YouTube Backspin TV ainsi que le format radio en ligne Backspin FM et le podcast Backspin avec des reportages sur la culture hip-hop et rap.
Le propriétaire de l'entreprise est Niko Hüls, alias Niko Backspin, qui apparaît à plusieurs reprises sur la chaîne YouTube de Backspin. Au-delà du magazine de presse hip-hop, Hüls est connu pour ses interviews avec des figures de la scène rap allemande, comme 187 Strassenbande, Fler, ou Bushido. Backspin a également produit éses propres documentaires sur des rappeurs comme 187 Strassenbande, Marteria ou Jalil.
Lors de la publication du 118e numéro en février 2018, l'édition papier du magazine est mise en pause jusqu'à une date indéterminée afin de pouvoir se consacrer davantage à la marque dans l'espace numérique.